# Genista florida
Espèce
Classification phylogénétique
Synonymes
- Genistella florida (L.) Pourr.[1]
- Telinaria florida (L.) C.Presl[1]

Genista florida, de nom commun genêt floribond ou genêt fleuri, est une espèce de plantes à fleurs de la famille des Fabaceae et du genre Genista. C'est un arbuste trouvé en Europe et en Afrique du Nord.

## Description
Genista florida est un arbuste très ramifié pouvant atteindre 3 m. Les tiges ont entre 8 et 10 côtes légèrement poilues en forme de T.
Les feuilles sont simples, plates, lancéolées avec un pied en forme de cône (une feuille avec un pied de plus en plus étroit) et un court pétiole. Le haut est poilu et le bas est soyeux.
Il fleurit en grappes de jusqu'à 30 fleurs jaunes de mai à juillet. Les fleurs sont jaunes et en forme de papillon, ont une corolle en cinq parties et deux pétales latérales attachées.
Le fruit est une gousse allongée à poils soyeux de 15 à 25 mm de long contenant 3 à 6 graines à l'intérieur. Il se développe à la fin de l'été.

## Répartition et habitat
Genista florida se trouve dans la majeure partie de la péninsule ibérique. Il s'étend à l'Afrique du Nord et aux Pyrénées.
Genista florida est présent dans les forêts dégradées, les clairières et les landes. Il préfère les sols secs et acides pauvres en azote.

## Statut de protection
En France, l'espèce est protégée en Aquitaine.

## Parasite
La fleur a pour parasite Odontothrips loti (sv) et Aphis cytisorum (sv). Le fruit a pour parasite Exapion putoni et Exapion compactum. La feuille a pour parasite Platycranus metriorrhynchus, Heterogynis chapmani, Heterogynis paradoxa (en), Brachyderes lusitanicus (en), Gonioctena leprieuri (es), Gonioctena olivacea, Agonopterix assimilella (de), Syncopacma suecicella (en), Exapion laufferi, Phyllonorycter genistella (en). La racine a pour parasite Hylastinus obscurus (en) et Calomicrus circumfusus (no). La tige a pour parasite Agrilus moriscus, 
Phloeotribus rhododactylus (pt), Phyllonorycter floridae (nl), Phyllonorycter echinosparti (en), Phyllonorycter vueltas (en).